# Laura Vicuña
Pour les articles homonymes, voir Vicuña (homonymie).
Laura Vicuña (Santiago, 1891 - Junín de los Andes, 1904), est une jeune fille chilienne vénérée comme bienheureuse par l'Église catholique et considérée comme une martyre protectrice de la famille, ayant elle-même connue la mort de son père toute petite, la pauvreté de sa mère et des tentatives d'abus sexuels perpétuées par le concubin de sa mère. Elle est commémorée le 22 janvier selon le Martyrologe romain.

## Biographie
Laura Vicuña naît à Santiago le 5 avril 1891 de José Domingo Vicuña, militaire issu d'une noble famille chilienne, et de Mercedes Pino, d'origine modeste, couturière et mère au foyer. Moins de deux ans après sa naissance, alors que la famille s'exile en Argentine pour des raisons professionnelles ou politiques, son père meurt prématurément après la naissance de sa seconde fille Julia Amanda.
Sa mère se fixe au village de Quilquihué chez le propriétaire du ranch local, et confie Laura et sa sœur aux Filles de Marie-Auxiliatrice à Junín de los Andes. Dès son plus jeune âge, la jeune fille se distingue de ses camarades par son goût pour la prière, son obéissance et son esprit de charité. Après sa première communion, en 1901, elle est admise au groupe des Filles de Marie.
Sa mère, ayant perdu la foi, vit dans le péché selon l'Église, avec son concubin qui terrorise son monde facilement et tente d'abuser de la petite fille. En 1902, Laura fait l'offrande d'elle-même au Christ pour obtenir la conversion de sa mère et confie sa pureté à la Vierge Marie. Dès lors, elle multiplie les prières et les sacrifices. Le 22 janvier 1904, elle meurt à l'âge de 12 ans, emportée par une phtisie contractée l'année précédente. Peu avant de mourir, la jeune fille reçut sa consolation : en effet, sa mère décida de changer de vie et de fuir son amant.

## Béatification et canonisation
- 1955 : ouverture de la cause en béatification et canonisation
- 5 juin 1986 : le pape Jean-Paul II lui attribue le titre de vénérable
- 3 septembre 1988 : béatification célébrée à Turin par Jean-Paul II[7].

Sa fête liturgique est fixée au 22 janvier.